# Alligator Eyes
Alligator Eyes är en kulle i Antarktis. Den ligger i Östantarktis. Nya Zeeland gör anspråk på området. Toppen på Alligator Eyes är 600 meter över havet.
Terrängen runt Alligator Eyes är huvudsakligen kuperad, men norrut är den platt. Terrängen runt Alligator Eyes sluttar norrut. Trakten är obefolkad. Det finns inga samhällen i närheten. 